# Diocesi di Muteci
La diocesi di Muteci (in latino: Dioecesis Mutecitana) è una sede soppressa e sede titolare della Chiesa cattolica.

## Storia
Muteci, forse nei pressi di Aïn-el-Aneb nell'odierna Algeria, è un'antica sede episcopale della provincia romana della Mauritania Cesariense.
Unico vescovo conosciuto di questa diocesi africana è Quintasio, il cui nome appare al 76º posto nella lista dei vescovi della Mauritania Cesariense convocati a Cartagine dal re vandalo Unerico nel 484; Quintasio, come tutti gli altri vescovi cattolici africani, fu condannato all'esilio.
Dal 1933 Muteci è annoverata tra le sedi vescovili titolari della Chiesa cattolica; dal 14 maggio 2021 il vescovo titolare è Martin Ashe, vescovo ausiliare di Melbourne.

## Cronotassi

### Vescovi residenti
- Quintasio † (menzionato nel 484)

### Vescovi titolari
- Bienvenido Mercado Lopez † (3 dicembre 1966 - 27 aprile 1995 deceduto)
- Fernando Sabogal Viana † (8 marzo 1996 - 1º dicembre 2013 deceduto)
- Myron Joseph Cotta (24 gennaio 2014 - 23 gennaio 2018 nominato vescovo di Stockton)
- Giovani Edgar Arana (27 marzo 2018 - 30 marzo 2021 nominato vescovo di El Alto)
- Martin Ashe, dal 14 maggio 2021